# Liggersdorf
Liggersdorf ist ein Ortsteil der baden-württembergischen Gemeinde Hohenfels im Landkreis Konstanz in Deutschland.

## Geographie

### Geographische Lage
Liggersdorf liegt nördlich des Bodensees, am Übergang des Hegaus zum Linzgau auf einem Plateau der Endmoränen mit eiszeitlichen Schmelzwasserrinnen.
Nachbarorte sind die anderen Hohenfelser Ortsteile, Selgetsweiler im Osten, Kalkofen im Süden, Deutwang im Süd- und Mindersdorf im Nordwesten.

### Schutzgebiete
In der Gemarkung Liggersdorf sind aktuell vier Biotope und ein Naturdenkmal ausgewiesen:
- Biotop „Erlen-Eschen-Wald N Hohenfels“ (0,3861 Hektar), nördlich von Liggersdorf, Biotop-Nummer 281203353731
- Biotop „Rohrglanzgrasröhricht an der Aach“ (0,0888 Hektar), südwestlich von Liggersdorf, Biotop-Nummer 181203350326
- Biotop „Feldgehölz und Tümpel bei Weiherhöfen“ (0,1871 Hektar), nordöstlich von Liggersdorf, Biotop-Nummer 181203350312
- Biotop „Feuchtgebiet 'Erlenloh'“ (0,0439 Hektar), nordöstlich von Liggersdorf, Biotop-Nummer 181203350311
- Naturdenkmal „Birkenalle“ an der Straße nach Mindersdorf, Schutzgebiets-Nummer 83350960003

## Geschichte

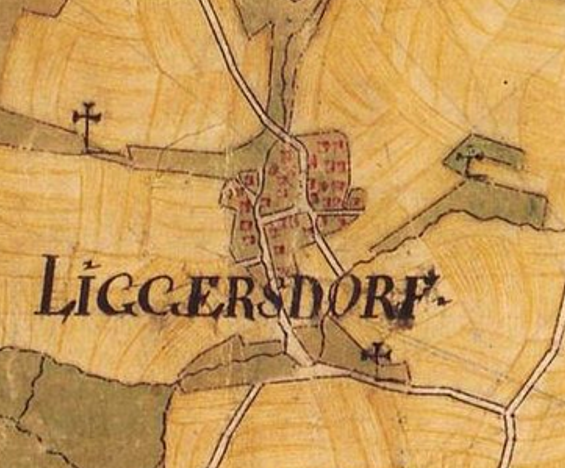
Liggersdorf in einer Karte von 1779

Aus der Zeit zwischen 80 und 260 nach Christi Geburt ist ein Römischer Gutshof (villa rustica) bei der heutigen Straße Römerberg belegt.
970 wurde Liggersdorf als Liuterestorf in der Chronik des Klosters Petershausen erstmals urkundlich erwähnt: Am 12. Mai vermachte der heilige Gebhard seinen Besitz der Kirche zu Konstanz.
Karl der Dicke (839–888), Sohn Ludwigs des Deutschen und Enkel Ludwigs des Frommen, machte wiederholt bei Hohenfels Station. Auf diese Besuche ist unter anderem der Ortsname der heutigen Häusergruppe „Sattelöse“, die älteste Vereinödung von Liggersdorf, zurückzuführen.
Später gehörte das Dorf zur Deutschordensherrschaft Hohenfels, die von einem Obervogteiamt verwaltet wurde und die Burg Hohenfels sowie die Ortschaften Deutwang, Kalkofen, Liggersdorf, Mindersdorf und Selgetsweiler umfasste. Diese gelangte 1806 zusammen mit der Deutschordensherrschaft Achberg aufgrund des Reichsdeputationshauptschlusses unter die Landeshoheit des Fürstentums Hohenzollern-Sigmaringen und wurde dort zum Obervogteiamt Hohenfels. 1822 wurde das Obervogteiamt Hohenfels dem Oberamt Wald zugeordnet. 1850 fiel das Fürstentum als Hohenzollernsche Lande an Preußen. Das Oberamt Wald gelangte 1862 an das Oberamt Sigmaringen, das 1925 in Kreis Sigmaringen umbenannt wurde.
Während des Ersten Weltkriegs verlor die Gemeinde zehn Männer im Kampf, einer starb im Lazarett und drei galten als vermisst. Nach dem Zweiten Weltkrieg beklagte man zwölf tote und sechs vermisste Männer. An die Opfer der Weltkriege erinnert das Kriegerdenkmal auf dem Liggersdorfer Friedhof. 
Im Zuge der baden-württembergischen Verwaltungsreform schlossen sich die bis dahin selbstständigen Gemeinden Liggersdorf, Mindersdorf und Selgetsweiler – bis dahin alle im Landkreis Sigmaringen – am 1. Januar 1973 zur neuen Gemeinde Hohenfels im Landkreis Konstanz zusammen. Zu Liggersdorf gehören das Dorf Liggersdorf, die Hofgruppe Sattelöse sowie die Höfe Gründe und Reisch.
Heute ist Liggersdorf der größte Ortsteil und Verwaltungssitz der Gemeinde Hohenfels.

### Name
Liuterestorf (970), Luigartzdorf, Luggersdorff und Lügerstorf.

## Politik

### Ehemalige Bürgermeister von Liggersdorf

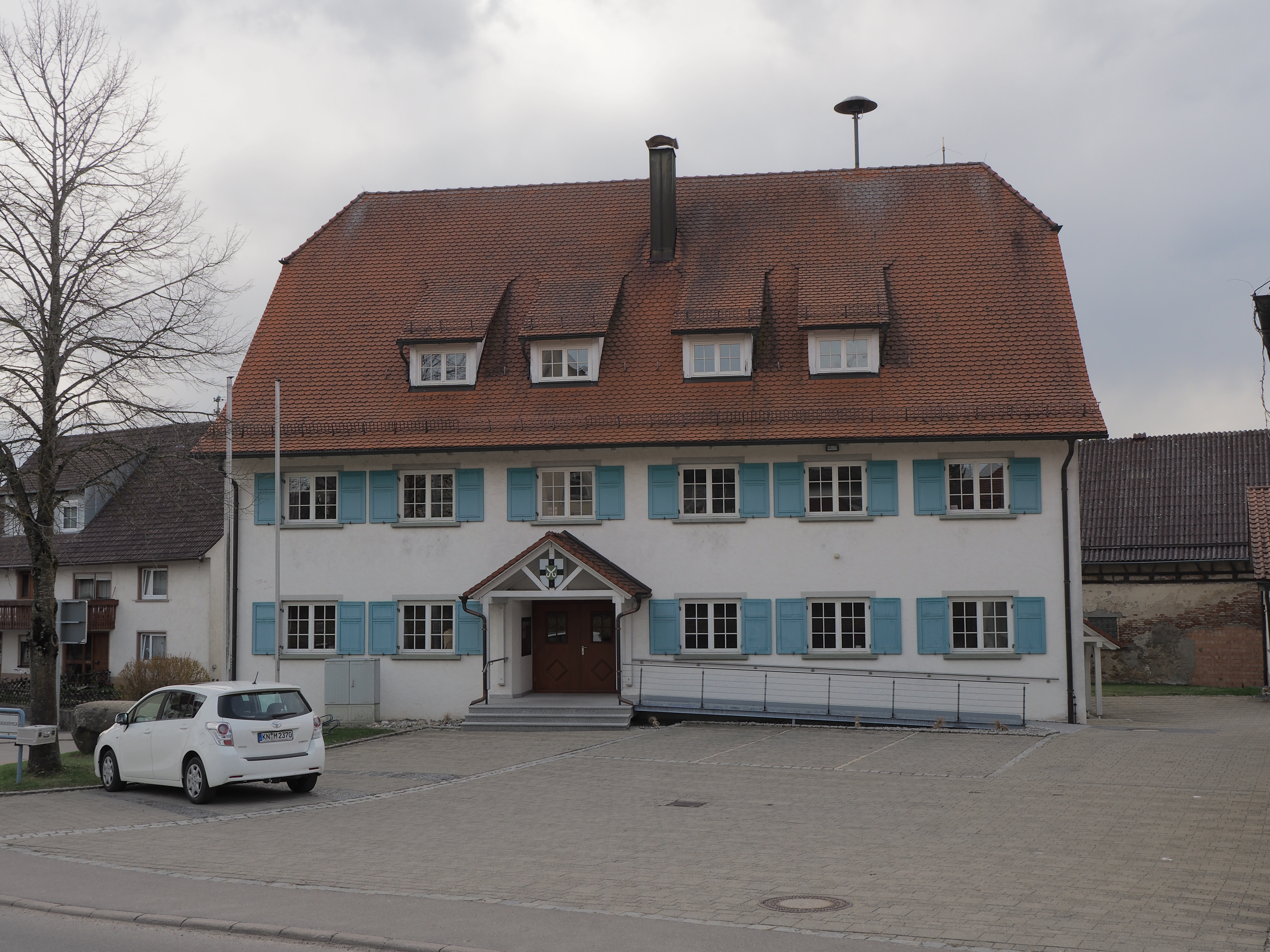
Rathaus

Die Selbstverwaltung der Gemeinden wurde mit der Gemeindeverordnung von 1831 erweitert, der Vogt vom Bürgermeister abgelöst.
| - 1828 Michael Haidlauf - 1929 Wildmann und Freudemann - 1831 Johannes Fischer - 1834 Johannes Fischer und Wildmann - 1838 Johann Fischer - 1840 Jacob Keller - 1860 Leopold Wucherer - 1862 bis 7. März 1886 Johann Keller | - 27. April 1886 Theodor Müller - 1933 Josef Haidlauf (Hohenz. Zentrumspartei) - 1935 Alfred Köhler - 1946 Otto Wildmann - 1948 bis 21. Oktober 1960 Otto Keller - 7. Januar 1961 bis 30. November 1965 Johann Maier - 9. Januar 1966 Josef Keller |

### Einwohnerentwicklung
Tabelle: Wohngebäude, Familien und Einwohner Liggersdorfs
| Jahr        | 1602 | 1640 | 1708 | 1797 | 1818 | 1844 | 1890 | 1910 | 1939 | 1953 | 1961 | 1970 | 1985 | 1993 | 1997 | 2002 |
| Wohngebäude |      |      |      |      |      |      |      | 69   |      |      |      |      |      |      |      |      |
| Familien    |      |      | ~84  |      |      |      |      |      |      |      |      |      |      |      |      |      |
| Einwohner   | 200  | 60   | ~190 | 243  | 289  | 228  | 311  | 344  | 320  | 376  | 332  | 366  | 483  | 592  | 615  | 655  |

### Wappen
Blasonierung: In geteiltem Schild oben in Grün und Silber geteilt, unten in Blau eine silberne Schere.
Erklärung: Die Herren von Hohenfels, denen der Ort im 14. Jahrhundert gehörte, führten einen von Grün und Silber geteilten Schild. Die Schere ist das Wappen der Herren von Jungingen; sie folgten im Besitz und gaben ihn später an den Deutschen Orden weiter.
Das Wappen wurde der Gemeinde Liggersdorf am 8. November 1947 durch das Innenministerium Württemberg-Hohenzollern verliehen.

## Wirtschaft
Die Liggersdorfer Bürger lebten früher hauptsächlich von der Landwirtschaft. Erst im 19. Jahrhundert nahm die zuvor unbedeutende Viehwirtschaft zu.
Tabelle: Viehstand
| Jahr     | 1693 | 1780 | 1903 | 1911 | 1924 | 1935 | 1940 | 1942 | 1966 |
| Pferde   | 28   | 34   | 35   |      | 56   | 60   | 41   | 42   | 2    |
| Rinder   | 214  | 203  | 461  | 495  | 470  | 501  | 515  | 525  | 766  |
| Schweine |      |      |      |      |      |      |      |      | 792  |
| Hühner   |      |      |      |      |      |      |      |      | 948  |
| Schafe   | 19   |      |      |      |      |      |      |      |      |

## Kultur und Sehenswürdigkeiten

### Kirche Cosmas und Damian

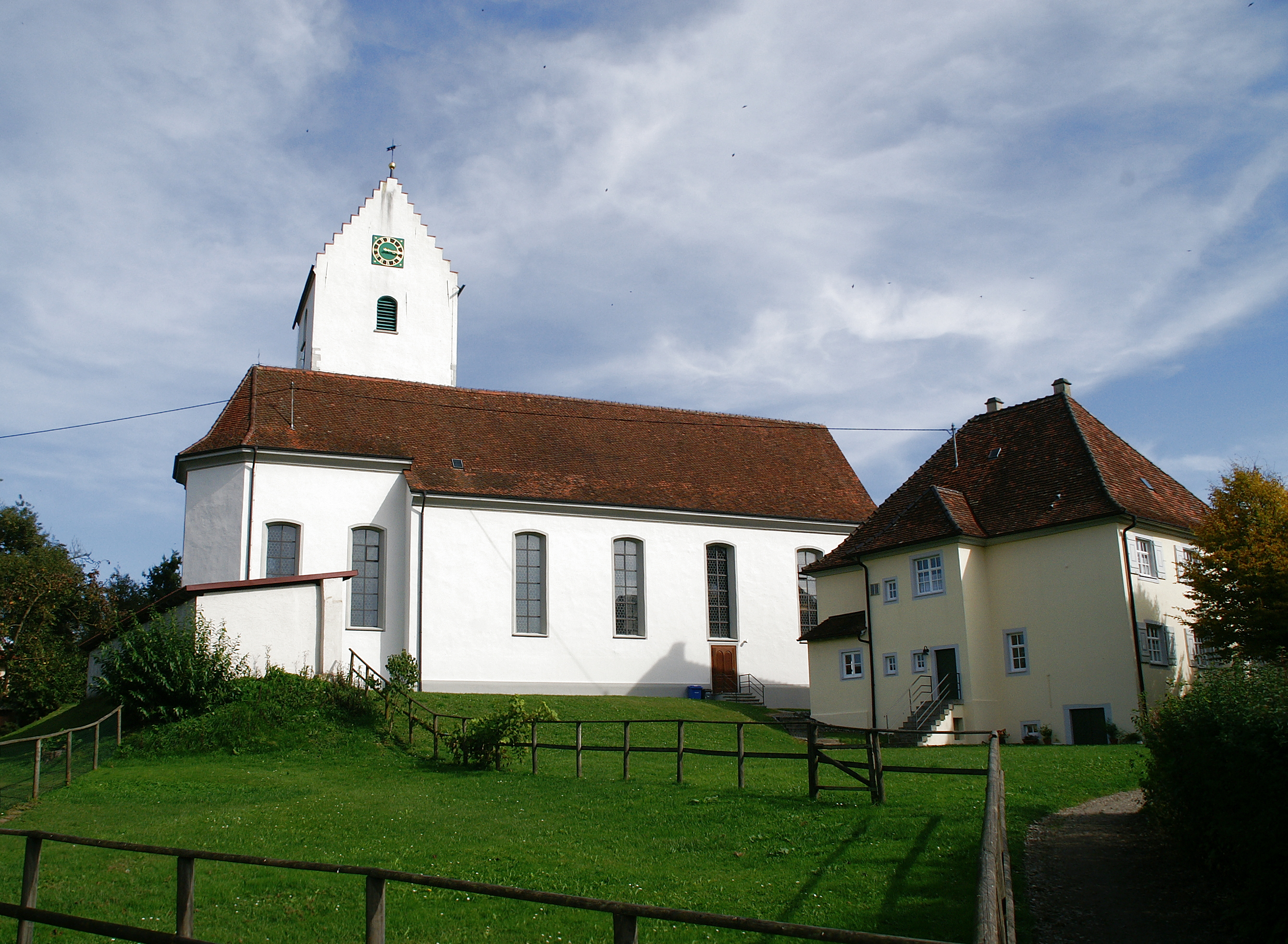
Cosmas-und-Damian-Kirche (Westansicht, 2007)

In der 1715 errichteten Kirche St. Cosmas und Damian ist eine Kreuzigungsgruppe Felizian Hegenauers zu sehen.

### Museum
In Haus Hauptstraße 30 befindet sich ein Museum, das sich mit dem Leben und Wirken des hier geborenen Neurologen Korbinian Brodmann befasst.

### Vereine

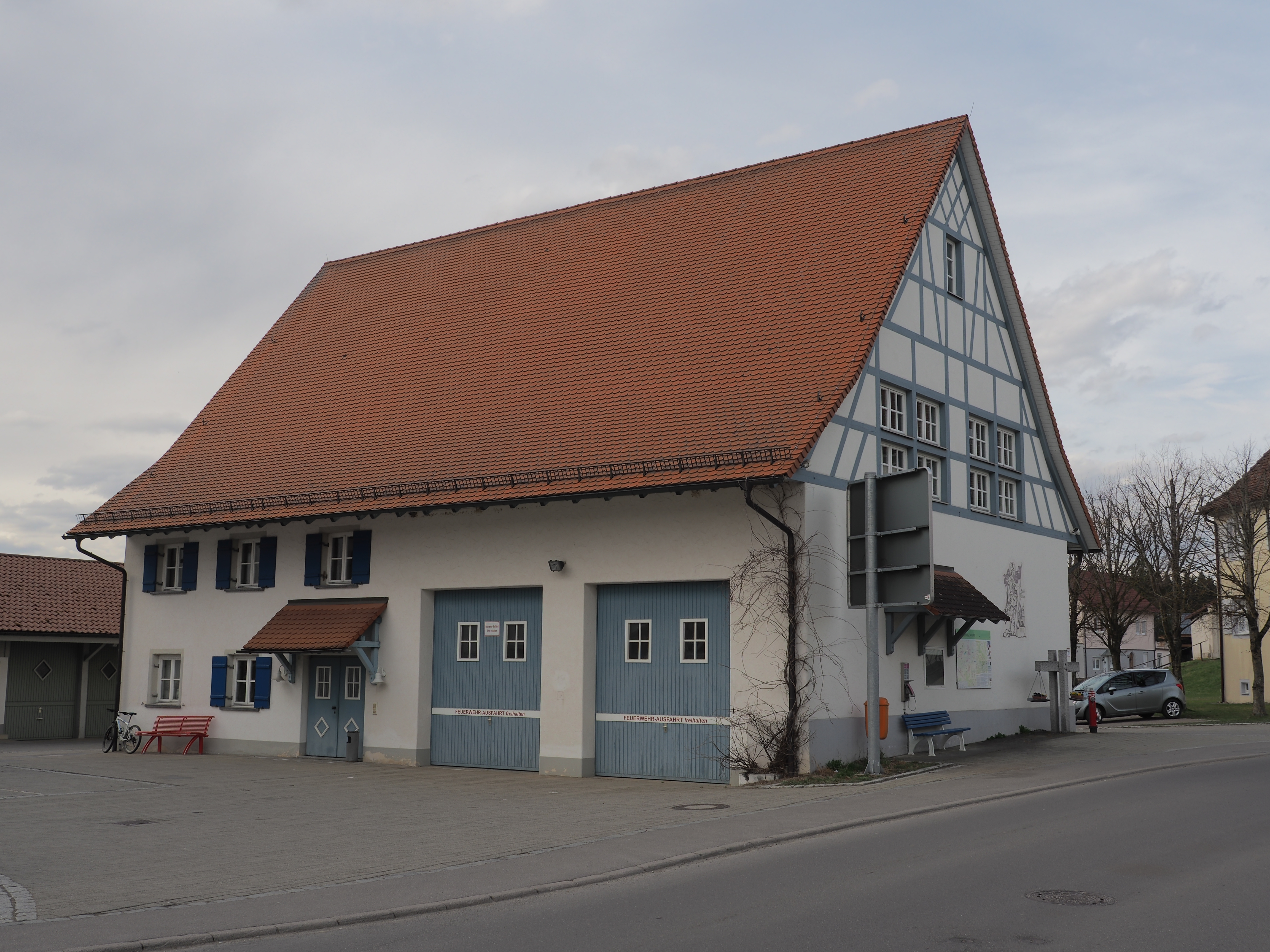
Feuerwehr- und Vereinshaus

Der Musikverein Liggersdorf und der er am 14. Juni 1965 gegründete Sportverein Liggersdorf veranstalten im jährlichen Wechsel ein großes Maifest, das alle vier Jahre um eine Gewerbeausstellung ergänzt wird. Zudem gibt es einen Tennisverein mit eigenem Platz, der an den Sportplatz Mindersdorf angrenzt.

## Persönlichkeiten
- Korbinian Brodmann (* 17. November 1868 in Liggersdorf; † 22. August 1918 in München), Neuroanatom und Psychiater, Pionier der Hirnforschung
- Karl Lehmann (1936–2018), Vorsitzender der Deutschen Bischofskonferenz, besuchte von 1942 bis 1945 die Grundschule in Liggersdorf